# Kinki

Region Kinki in der im Artikel Regionen Japans dargestellten klassischen Acht-Regionen-Einteilung

Kinki (japanisch 近畿地方 Kinki Chihō, deutsch ‚Kinki-Gegend, Kinki-Region‘, kurz 近畿, etwa „nahe der Hauptstadt“) ist eine Region in Japan. Eine andere, heute oft austauschbare Bezeichnung ist Kansai (関西, etwa „westlich der Grenze“). Sie liegt im Westteil Honshūs, der Hauptinsel Japans, und bildet das kulturelle, demographische, wirtschaftliche und politische Zentrum Westjapans, in früheren Epochen zeitweise auch ganz Japans.
Der Name Kinki rührt daher, dass bis zur Meiji-Restauration die meisten japanischen Kaiserstädte, zuletzt Kyōto, in dieser Region lagen. Der Name Kansai bezog sich ursprünglich auf die Region westlich einer bestimmten Zollgrenzlinie, die sich über die Zeitalter aber mehrfach verschob, ähnlich wie bei Kantō („östlich der Grenze“).

## Definitionen
Kinki umfasst je nach Auffassung und Gesprächssituation die Metropolregion um die drei Städte Osaka, Kōbe und Kyōto, meistens aber die Gesamtheit der sogenannten Stadtpräfekturen (府, -fu) Kyōto und Osaka sowie die Präfekturen (県, -ken) Nara, Wakayama, Hyōgo und Shiga, mithin auch einschließlich Mie, Tokushima und Fukui. Die Region Keihan (Kyōto–Osaka) wurde während der Edo-Zeit auch als Kamigata (上方) bezeichnet, was übersetzt in etwa „höherer Ort“ bedeutet und sich auf Kyōtos Funktion als Residenzstadt des Kaisers bezieht.

Regionalwahlkreise („Blöcke“) bei der Verhältniswahl zum Unterhaus des Nationalparlaments, Kinki in Rot

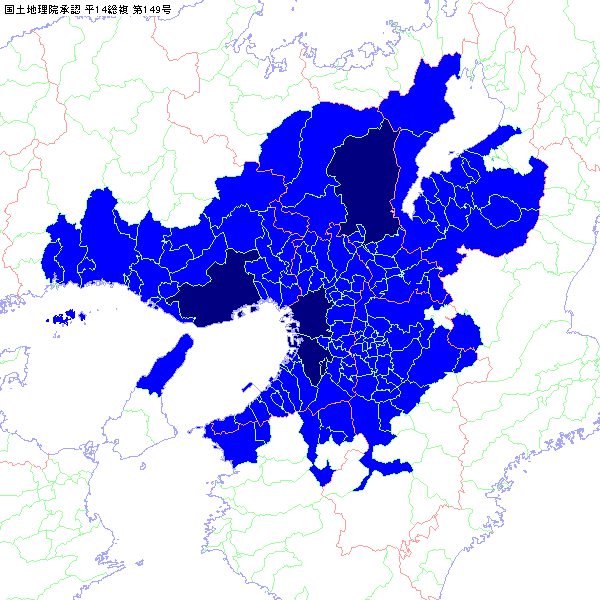
Metropolregion Kinki/Keihanshin

Die genaue Definition variiert. Zu unterscheiden sind:
- die geographisch/verwaltungstechnisch definierte Region Kinki (近畿地方, Kinki-chihō), die mehrere Präfekturen als Ganzes umfasst, in einigen verschiedenen Definitionen verschiedene Präfekturen, in traditionellen Regionaleinteilungen aber Osaka, Kyōto, Hyōgo, Nara, Mie, Shiga und Wakayama, wobei Mie in einer Reihe von Kontexten stattdessen zu Tōkai/Chūbu/Zentral-/Ostjapan gerechnet wird, dafür teilweise Fukui, Tokushima und/oder Tottori zu Kinki/Kansai/Westjapan,
  - eine politisch/verwaltungstechnisch definierte Region bildet der Zweckverband Kansai, ein Zusammenschluss mehrerer Präfekturverwaltungen,
  - eine ebenfalls politische, sehr weitgehende Definition findet sich bei der regionalen Gouverneurskonferenz Kinki block chijikai (近畿ブロック知事会), der seit 2008 die Gouverneure aller oben genannten Präfekturen angehören,[2] analog und explizit auch bei der „Konferenz der 10 Präfekturparlamentspräsidenten [bzw. buchstäblicher: Präsidenten der Parlamente von zwei -fu und acht -ken] von Kinki“ (近畿2府8県議会議長会, Kinki 2 fu-, 8-kengikai-gichōkai),
  - der Wahlkreis/„Block“ Kinki für Verhältniswahlsitze bei nationalen Unterhauswahlen umfasst Osaka, Kyōto, Hyōgo, Nara, Shiga und Wakayama, deckungsgleich ist auch der Zuständigkeitsbereich mehrerer Außenstellen Kinki/Osaka von Ministerien und Behörden der Nationalregierung, der Gerichtsbezirk des Obergerichts Osaka, das Sendegebiet Kinki des öffentlich-rechtlichen Rundfunksenders NHK, die Region Kinki in Wetterberichten des staatlichen Wetterdienstes[3] und die Polizeiaufsichtsregion Kinki der nationalen Polizeibehörde,[4]
- die nach Bevölkerungsstatistiken definierte Metropolregion Kinki (近畿大都市圏, Kinki-daitoshiken),[5] die Gebiete mit hohem Pendleranteil um die zentralen Städte Kyōto, Osaka, Kōbe und seit der Ernennung zur Großstadt auch Sakai umfasst und nach dem sinojapanischen Sammelbegriff für die ursprünglichen drei Großstädte oft auch als Keihanshin (京阪神) bezeichnet wird (aus 京, dem ersten Kanji von 京都 Kyōto, 阪, dem zweiten Kanji von 大阪 Ōsaka, und 神, dem ersten Kanji von 神戸 Kōbe).
  - Das völlig verstädterte Gebiet um die drei wichtigsten Städte Kyōto, Osaka und Kōbe zählt etwa 24,1 Millionen Einwohner und ist damit nicht nur die zweitgrößte Metropolregion Japans, sondern (laut Fischer-Weltalmanach) auch die dreiundzwanzigstgrößte der Welt.
- In der Endphase des Zweiten Weltkriegs, als Regionen 1945 in Form von „Regionalgeneralgouvernementen“ (地方総監府 chihō sōkanfu) als Verwaltungseinheiten der Reichsregierung genutzt wurden, bestand Kinki aus den sieben Präfekturen Shiga, Kyōto, Osaka, Hyōgo, Nara, Wakayama und Fukui; Sitz des chihō sōkanfu von Kinki war die Stadt Osaka.[6]

## Regionale Besonderheiten
Im Gegensatz zur Kantō-Region ist Kinki polyzentrisch: Kyōto als kultureller Mittelpunkt, Osaka als Handelszentrum und kulinarische Hauptstadt, Kōbe als moderne und internationale Großstadt und viele weitere Städte von historischer Bedeutung wie Nara.
Die Region, vor allem Osaka, ist in Japan für ihren Humor bekannt. Der lokale Kansai-Dialekt ist stark ausgeprägt.
Das Städtepaar Ōsaka (大阪) und Kōbe (神戸) wird zusammen als Hanshin (阪神) bezeichnet, gebildet aus dem zweiten Schriftzeichen von Ōsaka und dem ersten von Kōbe. Dieser Begriff bezeichnet z. B. die Autobahn zwischen beiden Städten und findet sich u. a. im Namen der entsprechenden Eisenbahngesellschaft und des Baseballteams Hanshin Tigers wieder. Ähnlich bezieht sich Keihan (京阪) auf die Städte Kyōto (京都) und Osaka, Hanna (阪奈) auf Osaka und Nara (奈良) und Keihanshin (京阪神) auf das Trio der größten Städte der Region.
Deren Metropolregion umfasst 13.033 km² und 19,3 Mio. Einwohner (2015).

## Geschichte

Provinzen Japans mit Kinai (rot)

In der kaiserlichen Ritsuryō-Verwaltung des 7. Jahrhunderts nach chinesischem Vorbild bestand Kinai (畿内, etwa: Hauptstadtinneres) aus fünf Provinzen und war das Zentrum des Gokishichidō-Systems:
- Provinz Izumi
- Provinz Settsu
- Provinz Yamato
- Provinz Kawachi
- Provinz Yamashiro

Alternativbezeichnungen sind Gokinai (五畿内, etwa „Inneres der fünf Hauptstadtgebiete“) oder Goki (五畿, „fünf Hauptstadtgebiete“).

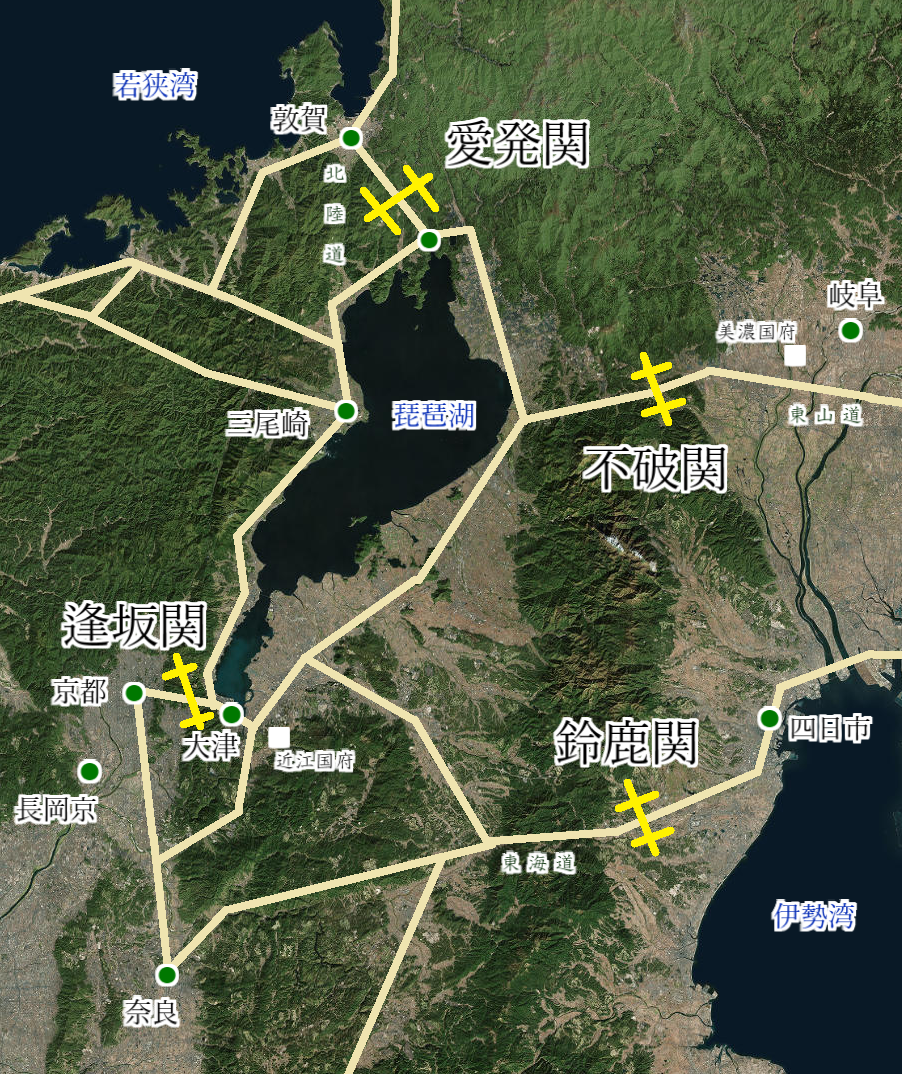
Die Grenzstationen, östlich derer Kantō ursprünglich begann: im Norden (Hokurikudō) Arachi (愛発), im Süden (Tōkaidō) Suzuka (鈴鹿), in der Mitte (Tōsandō) je nach Periode Ōsaka im Westen (逢坂, sprachlich ohne Bezug zu Stadt und Präfektur Osaka, die sich 大阪 schreibt) oder Fuwa (不破) im Osten

Ursprünglich bezeichnete man mit Kantō die östlichen Reichskreise (-dō), an den gleichnamigen Hauptstraßen (-dō) östlich der Grenzstationen zur Provinz Ise (Tōkaidō), zur Provinz Ōmi oder Mino (Tōsandō) und zur Provinz Echizen (Hokurikudō). Im japanischen Mittelalter, als mit Kamakura erstmals ein Regierungssitz in Ostjapan lag, verschob sich die Westgrenze von Kantō nach Osten, außerdem kam Kansai als Gegenbegriff auf. In der frühen Neuzeit/Edo-Zeit diente schließlich die Zollstation Hakone in der Provinz Sagami (heute Präfektur Kanagawa) als Westgrenze von Kantō; Kansai blieb als Gegenbegriff aber die Region um Kyōto und Osaka.